# Яготинське хлібоприймальне підприємство
Яготинське хлібоприймальне підприємство — підприємство харчової промисловості в місті Яготин Яготинського району Київської області.

## Історія
Лінійний елеватор у Яготині був збудований у 1981 році біля залізничної станції Південно-Західної залізниці.
Після проголошення незалежності України ХПП перейшов у відання міністерства сільського господарства та продовольства України.
У березні 1995 року Верховна Рада України внесла ХПП до переліку підприємств, приватизація яких заборонена у зв'язку з їх загальнодержавним значенням.
Після створення у серпні 1996 року державної акціонерної компанії «Хліб України» ХПП стало дочірнім підприємством ДАК «Хліб України», надалі державне підприємство було перетворено на орендне підприємство.
У листопаді 1997 року Кабінет міністрів України ухвалив рішення про приватизацію ХПП у першому півріччі 1998 року, після чого орендне підприємство було перетворено на відкрите акціонерне товариство. Надалі хлібоприймальне підприємство було реорганізовано у товариство з обмеженою відповідальністю.
4 лютого 2016 року за клопотанням Головного управління національної поліції у Києві у зв'язку з розслідуванням фактів незаконного виведення активів з компанії «Креатив», а також фактів фальсифікації фінансової документації Голосіївський районний суд Києва виніс рішення про арешт активів ГПП, 16 березня 2016 року апеляційний суд Києва скасував це рішення.

## Сучасний стан
Основними функціями підприємства є зберігання, очищення, сушіння та відвантаження зернових, зернобобових та олійних культур (пшениці, кукурудзи, сої, насіння соняшнику та ін.).
Загальна ємність ХПП становить 52,3 тис. тонн (у тому числі елеваторна у бетонних силосах — 35,2 тис. тонн та складська у підлогових складах — 17,1 тис. тонн).